# إدارة المحتوى التعليمي

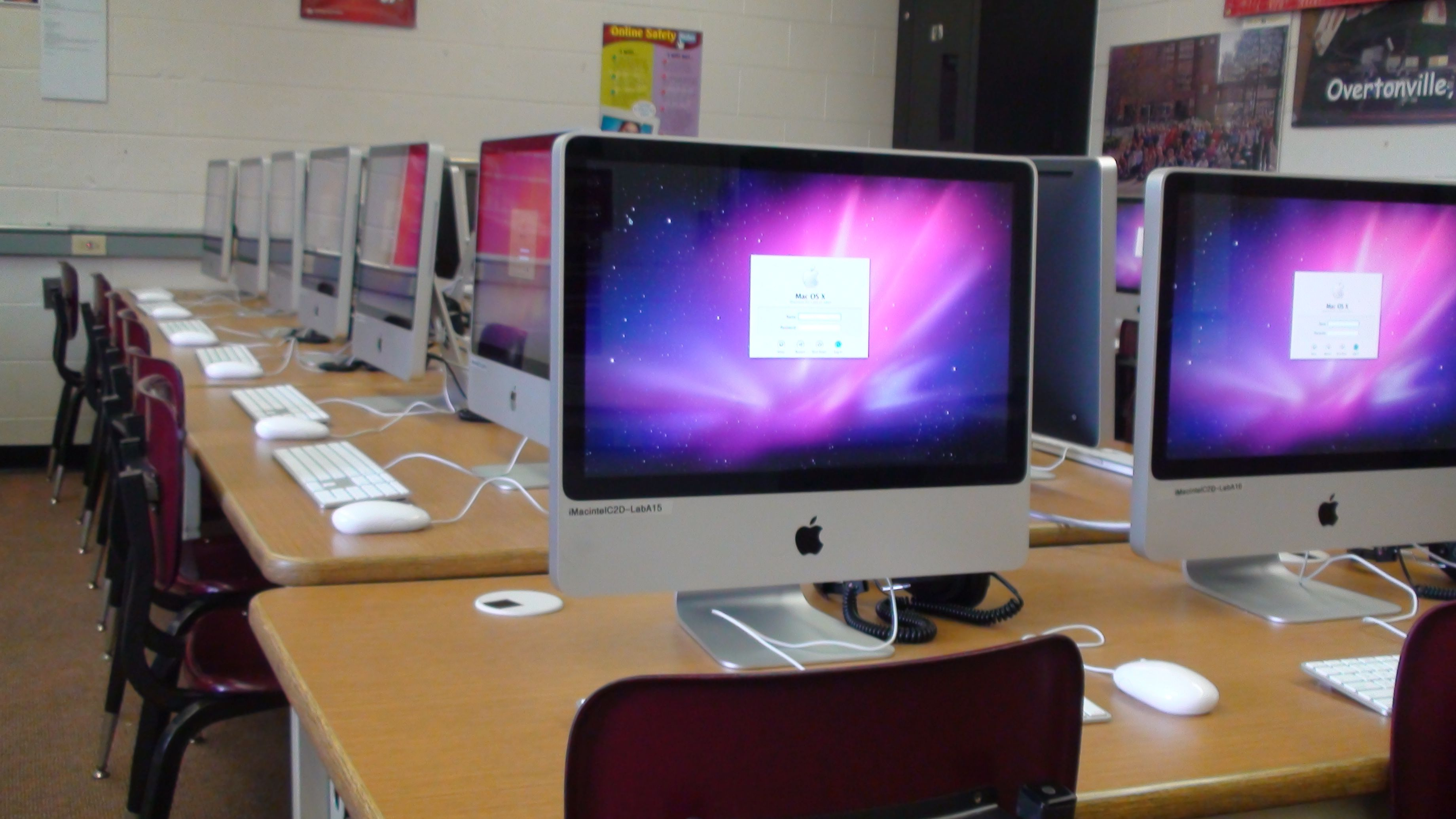

يعتبر نظام إدارة المحتوى التعليمي LCMS الجيل المطوَّر من نظام إدارة التعلم LMS ولكنه يزيد عليه في أنه يتيح للعديد من المؤلفين المشاركة في إنشاء وتخزين واستخدام وإعادة استخدام وحدات المحتوى التعليمي.

## مفهوم إدارة المحتوى التعليمي LCMS
ويمكن اعتبار نظام إدارة المحتوى التعليمي ضمن هيكلة التعليم المساند بالإنترنت تقنيات تعليمية. لذلك عندما يطلق تعبير نظام إدارة التعلم فإنه مما يقصد به أي برنامج حاسوبي يعمل على تسهيل التعلم بواسطة الحاسوب والإنترنت، وفيها يكون فرعا ضمن عائلة أشمل تعرف بالتعليم الإلكتروني. وفي الوقت ذاته فإن نظام إدارة المحتوى التعليمي LCMS هو أحد أنواع أنظمة إدارة المحتوى CMS نظام إدارة المحتوى وهو بدوره عبارة عن تطيبقات متعددة تسهل عمليات تصميم واختبار ونشر المحتوى الإلكتروني على صفحات الإنترنت. من هنا نفهم أن نظام إدارة المحتوى التعليمي هو تطبيق حاسوبي حديث مقارنة مع البرامج التي انبثق عنها من جهة، ومن جهة أخرى أنه جاء مختصا لإدارة أنظمة المحتوى التعليمي فقط. ونتيجة هذا التداخل في الفهم بين هذه النظم الحاسوبية الثلاثة (نظام إدارة التعلم, نظام إدارة التعلم، CMS) وموقعها من منظمة التعليم الإلكتروني كان لابد من تقديم المزيد من الفروق حولها..

## إدارة نظام التعلم Learning Management System LMS
وهو عبارة عن برنامج برمجية صمم للمساعدة في إدارة ومتابعة وتقيم التدريب والتعلم والتعليم المستمر وجميع أنشطة التعلم في المنشآت.لذا فهو يعتبر حل استراتيجي للتخطيط والتدريب وإدارة جميع أوجه التعلم في المنشأة بما في ذلك البث الحي online أو القاعات التخيلية تعليم عن بعد أو المقررات الموجهة من قبل المدربين. وهذا سيجعل الأنشطة التعليمية التي كانت منفصلة ومعزولة عن بعضها تصبح تعمل وفق نظام مترابط يسهم في رفع مستوى التدريب. وعلى الجانب الآخر، فإن نظام إدارة التعلم لا تركز كثيراً على المحتوى. لا من حيث تكوينه ولا إعادة استخدامه ولا حتى من حيث تطوير المحتوى.

## الدمج بين LMS و LCMS
إدارة أنظمة التعلم نظام إدارة التعلم الجيدة توفر البيئة التي تمكن المنظمة من التخطيط توفير المحتوى وإدارة المناشط التعليمية وفق ما يخدم المتدربين. كما أنها تدعم أنظمة التأليف وتدمج بسهولة مع أنظمة إدارة المحتوى نظام إدارة التعلم. ونظام إدارة التعلم تدمج مع نظام إدارة التعلم بواسطة خصائص تقنية معايير متفق عليها بحيث تتولى نظام إدارة التعلم كل المهام المتعلقة بإدارة المحتوى من تخزين المحتوى في المستودع repository وتجميع وفك تجميع المحتوى وإشراك المحتوى داخل خطة تعليمية التقليدية مع متابعة أداء المتعلمين خلال المقرر.

## وظيفة نظام إدارة المحتوى التعليميLCMS Learning Content Management System
يرتكز نظام إدارة المحتوى التعليمي على تصميم وإنشاء وتطوير المحتوى أو المنهاج التعليمي ؛ فهو يمنح المؤلفين والمصممين التعليميين ومختصي المواد القدرة على إنشاء وتطوير وتعديل المحتوى التعليمي بشكل أكثر فاعلية. ويكون ذلك بوضع مستودع repository يحوي العناصر التعليمية وحدات التعلم الممكنة لكل المحتوى. بحيث يسهل التحكم فيها وتجمعيها وتوزيعها وإعادة استخدامها بما يناسب عناصر العملية التدريبية/ التعليمية : من مدرب ومتدرب ومصمم تعليمي وخبير للمقرر. ويفضل غالباً أن يوجد بالمحتوى تفاعلية تضفي شيئا من المتعة على التدريب وتحث المتدرب على الاستمرار وتقيس ما اكتسبه من مهارات، وبنفس الوقت يمكن استقراء هذه التفاعلية من المتدرب لكي يتمكن المصمم من تعديل المحتوى بما يناسب أداء المتدرب. كما أن بعض أنظمة إدارة المحتوى تتيح حتى للمتدربين الإضافة للمحتوى وتبادل المعارف بينهم.